# Notre maison (film, 1965)
Pour plus de détails, voir Fiche technique et Distribution.
Nach dom (Наш дом) est un film soviétique réalisé par Vassili Markelovitch Pronine, sorti en 1965,.

## Fiche technique
- Photographie : Era Savelieva
- Musique : Nikolaï Karetnikov
- Décors : Levan Chengeliia, Lioudmila Motchalina
- Montage : Nina Maïorova